# Хто ти такий?
«Хто ти такий?» — роман українського письменника Артема Чеха, який вийшов 2021 року у видавництві Meridian Czernowitz. Це майже автобіографічна історія, в якій автор переосмислює 90-ті та своє дитинство в них. Роман переміг на літературній премії Книга року ВВС-2021 у номінації Книга року Бі-Бі-Сі.

## З анотації видавництва
|              | «Хто ти такий?» – час від часу запитує малолітнього Тимофія його контужений далекою війною ворог і друг, мучитель і наставник Фелікс. «Хто я такий?» – запитує себе наприкінці роману майже дорослий автобіографічний Тимофій. Шлях від першого питання до другого є неминучим для героя будь-якого роману виховання. У випадку Артема Чеха – виховання в тіні відразливого досвіду чужої війни, що раптом виявляється моральною і фізичною підготовкою до власної, хоча якраз її ми у цьому романі не знайдемо. Але, можливо, знайдемо всі ті дитячо-юнацькі ініціації, крізь які нам самим довелося продиратися до зовсім не такого, як очікувалося, дорослого життя. |
| — Артем Чех, | |

## Автор про книгу
|              | Насамперед йшлося про те, щоб розібратися зі своїм минулим. Аналіз 1990-их — це лише фон. Головний герой — хлопчик, який дорослішає. Виявилося, що книжка більшою мірою автобіографічна, тому йшлося про 1990-ті, хоча я не ставив першочерговим завданням про це писати. Книжка вийшла депресивною, можливо, тому що і час був складний. І моє дитинство було не дуже легким, хоча я намагався додати щось світле до цього роману. Як вийшло — кожен оцінює для себе сам. |
| — Артем Чех, | |

## Нагороди
- Книга року BBC — 2021

## Екранізації за мотивами
Влітку 2020-го року українська режисерка, письменниця та дружина Артема Чеха Ірина Цілик завершила зйомки ігрового повнометражного фільму «Я і Фелікс» за мотивами роману Артема Чеха:
|               | Це історія про 90-ті. Про поламаних людей. Про гіркі та ніжні моменти. Про сльози і сміх, сварки і крики. Про танці під Pink Floyd, який лунає з касет. Про брудні панельки та дитинство на їх тлі. Про тих дорослих, які були дітьми в 90-х. |
| — Ірина Цілик | |

Головну роль Фелікса у фільмі зіграв відомий український письменник Юрій Іздрик, а син Ірини та Артема постав у ролі малого Тимофія.
Прем'єра відбулась у 2022 році.